# Калдас-Новас
Калдас-Новас (порт. Caldas Novas) — муниципалитет в Бразилии, входит в штат Гояс. Составная часть мезорегиона Юг штата Гойас. Входит в экономико-статистический микрорегион Мея-Понти. Население составляет 62 204 человека на 2007 год. Занимает площадь 1589,518 км². Плотность населения — 43,1 чел./км².

## История
Город основан 21 октября 1911 года.

## Статистика
- Валовой внутренний продукт на 2003 год составляет 387 929 846,00 реалов (данные: Бразильский институт географии и статистики).
- Валовой внутренний продукт на душу населения на 2003 год составляет 6480,19 реалов (данные: Бразильский институт географии и статистики).
- Индекс развития человеческого потенциала на 2000 год составляет 0,802 (данные: Программа развития ООН).